# Kylie Minogue (album)
Kylie Minogue è il quinto album della cantante australiana Kylie Minogue, pubblicato nel 1994. Dall'album sono stati estratti tre singoli, Confide in Me, Put Yourself in My Place e Where Is the Feeling?.

## Antefatti
Ai BRIT Awards 1993, Kylie Minogue, chiamata a consegnare il premio per il Miglior Artista Solista Internazionale, approfittò per annunciare ai media che aveva appena firmato un nuovo contratto discografico con la prestigiosa etichetta indipendente di musica dance DeConstruction e che stava per iniziare a lavorare al suo quinto album in studio.
Kylie incontrò poco dopo Prince dietro le quinte di uno dei suoi concerti, e tra i due scattò subito un’intesa tale che Prince la invitò nei suoi studi Paisley Park, dove arrivarono persino a giocare a ping pong. In uno dei loro incontri, lui le chiese di fornirgli dei testi, e Kylie gli propose un’idea per un brano intitolato Baby Doll. Prince quindi compose intorno al testo una canzone e registrò un demo, che poi le inviò su una musicassetta, trapelato in rete nel dicembre 2024.
La vera fase di scrittura dell’album cominciò con una collaborazione tra Kylie e il gruppo britannico St Etienne, esponenti della scena indie-dance. Insieme registrarono una versione del loro terzo singolo, Nothing Can Stop Us Now, un brano sognante con influenze anni ’60, costruito su un campionamento da I Can’t Wait Until I See My Baby’s Face di Dusty Springfield. Il pezzo, tuttavia, non entrò nella scaletta finale dell’album, ma soltanto come lato B di Confide in Me e come traccia bonus della ristampa dell'album.
Quindi, Kylie collaborò in studio con i Rapino Brothers, una coppia di produttori discografici italiani che avevano raggiunto il successo in classifica con il brano Love Me the Right Way (Top 40) in collaborazione con Kym Mazelle e avevano realizzato un remix di Could It Be Magic dei Take That. Nonostante abbiano registrato insieme almeno otto canzoni, solo una comparve nell’album: Automatic Love, in una versione leggermente diversa rispetto all’originale. Curiosamente, fu anche l’unico brano del disco su cui Kylie mise la propria firma come autrice. Alcuni anni dopo, due dei pezzi incisi con i Rapino Brothers – Gotta Move On e Difficult By Design – vennero pubblicati ufficialmente nella raccolta del 2000 Hits+, che includeva singoli e rarità del periodo DeConstruction.
Un altro brano inedito, Aston Martin, sarebbe stato, secondo alcune voci, scritto con testi del comico e attore Keith Allen. L’indiscrezione fu riportata in un articolo della rivista The Face, che citava anche la possibile partecipazione di Primal Scream, The Beloved, The Auteurs, Lenny Kravitz e altri artisti al progetto. In effetti, sembrava che lavorare al nuovo album di Kylie fosse diventata una sorta di meta ambita per molti musicisti dell’epoca. Molte di queste collaborazioni, però, non si concretizzarono mai; altre, invece, portarono contributi significativi al disco finito.

### Il coffee-table book promozionaleKylie Minogue 1994
Prima ancora che venisse pubblicata nuova musica, uscirono diversi articoli promozionali su riviste di moda di tendenza. Inoltre, nel 1994 Kylie e il suo team realizzarono un esclusivo coffee table book promozionale – non in vendita – inviato solo a una selezione ristretta di personalità del mondo dei media, della musica e della moda. Gli scatti, legati da un fiocco nero, furono realizzati da Ellen von Unwerth (già autrice delle foto delle copertine di Shocked e Word Is Out) e Katrina Webb, e includevano anche immagini più audaci, tanto che la stampa arrivò a paragonare il volume al libro Sex di Madonna, uscito due anni prima. Kylie, però, si affrettò a chiarire che non aveva nulla a che vedere con quel genere di immagini.

## Descrizione
Kylie Minogue è il primo album della cantante con la nuova etichetta Deconstruction Records. È un album molto più personale e intimo rispetto a   quelli prodotti con PWL. 
La cantante fu direttamente coinvolta nel progetto: scelse i gruppi con cui collaborare, incise i demo e scrisse alcuni brani, pianificò l’intero lavoro, comprese l’uscita dei singoli e dei video promozionali. Decise personalmente anche la copertina del disco, con l’intento di conferire al proprio personaggio un’immagine più seria e riconosciuta come autentica artista, in contrasto con le critiche ricevute fino ad allora, che la descrivevano solo come un prodotto della PWL. Mentre i video promozionali mostrarono una Minogue sensuale e accattivante (come nel celebre videoclip di Confide in Me), lo stile in bianco e nero dell’album comunicò ai fan un’immagine più matura e di spessore, riportandola a un’estetica più sobria e conservatrice. I singoli estratti furono tre, sebbene inizialmente dovessero essere quattro: l’ultimo, Time Will Pass You By, venne cancellato in favore del duetto con Nick Cave, Where the Wild Roses Grow, pubblicato come brano trainante dell’album Murder Ballads del cantante australiano.
I Pet Shop Boys scrissero il brano Falling per l’album, ma la versione finale risultò molto diversa dall’originale più pop, una volta che Farley & Heller ne presero nuovamente le redini in produzione. Questo pezzo sinuoso e sottile mette in risalto le vocals sussurrate e seducenti di Kylie. Il demo originale dei PSB fu pubblicato nel 2018 all’interno di una raccolta di rarità legata al loro album del 1993, Very.
La bonus track pubblicata solo in Giappone, Love Is Waiting, fu scritta da due ex membri dei Dead or Alive (Tim Lever e Mike Percy) insieme alla cantautrice Tracy Ackerman.

### Singoli
Confide in Me uscì alla fine di agosto 1994 e fu scritto e prodotto dai Brothers In Rhythm (ovvero Steve Anderson e Dave Seaman). Il duo aveva già remixato Finer Feelings per la versione 7″ e, dal punto di vista sonoro, Confide in Me poteva essere considerato una sorta di “sorella sofisticata” di quel brano. Specialisti di musica dance, i due avevano già ottimi rapporti con l’etichetta DeConstruction e, quando seppero che Kylie aveva firmato con loro, si misero in contatto per proporle una collaborazione. Confide in Me nacque proprio come idea il primo giorno in cui lavorarono insieme in studio e segnò l’inizio di un lungo e fruttuoso sodalizio artistico: Steve Anderson è ancora oggi il direttore musicale di Kylie Minogue. In seguito, Owain Barton fu accreditato come autore di Confide in Me, a causa della somiglianza con il brano It's a Fine Day del 1992, pubblicato dal gruppo Opus III e basato su un suo pezzo del 1983. Nella versione canadese dell’album venne inclusa una variante franglais di Confide in Me, in cui Kylie cantava le strofe in francese mentre il ritornello restava in inglese, con l’aggiunta della frase parlata fie toi é moi, traducibile approssimativamente come “fidati di me”. L’album uscì in Canada nel 1995 con una copertina diversa (ossia l'immagine di copertina di The Kylie Bible). Oltre alla già citata cover degli St Etienne pubblicata come lato B di Confide in Me, venne incluso anche un secondo rifacimento: If You Don’t Love Me. Il brano, originariamente dei Prefab Sprout, fu registrato in una versione essenziale, con Steve Anderson al pianoforte e la demo di Kylie utilizzata direttamente come versione finale. La cantante ripropose il pezzo dal vivo nel 2011 durante l’Aphrodite: Les Folies Tour. Il brano fu incluso sia nel disco bonus dell'album che nella raccolta Hits+ (2000).
Il cantautore e produttore americano Jimmy Harry, già collaboratore all’album Supermodel of the World di RuPaul, realizzò il secondo singolo, la ballata Put Yourself in My Place. Scrisse inoltre il brano funky e soul If I Was Your Lover incluso nell’album e in seguito contribuì alla stesura di Boombox, traccia di Kylie del 2009 originariamente provata come demo per l’album Body Language (2003).
Il terzo singolo, Where Is the Feeling?, venne infine pubblicato nel luglio 1995. Per la versione singolo, i Brothers In Rhythm trasformarono completamente il brano originale, allegro e positivo, in un’epica cupa e meditativa con parti di spoken word, nota come BIR Dolphin Mix. La versione su CD e 12″ includeva il BIR Soundtrack Mix, della durata di oltre 13 minuti, con un nuovo middle-8 parlato assente sia nella versione singolo sia in quella dell’album.

### Cover
Oltre alle già citate cover di Nothing Can Stop Us e If You Don't Love Me, ben quattro brani dell’album sono in realtà cover di canzoni già pubblicate in precedenza: Where Is the Feeling?, Surrender, Time Will Pass You By e Where Has the Love Gone?.
La prima era un pezzo dance pubblicato dai Within A Dream nel 1993. Surrender era stata originariamente pubblicata dall’attrice americana Tia Carrere – nota all’epoca soprattutto per Wayne’s World – nel suo album di debutto del 1993, Dreams. Where Has the Love Gone?, un brano house dal ritmo rilassato, è la versione di Kylie di un pezzo da club del 1991 scritto da Julie Stapleton, intitolato Where’s Your Love Gone?. La versione di Kylie fu prodotta dai produttori dance Farley & Heller, che conferirono al brano un suono più lucido e commerciale.

### Riedizione
Nel 2003 fu pubblicata un’edizione ampliata in doppio CD, comprendente un disco bonus con rarità e remix, tra cui Dangerous Overture, un bizzarro interludio orchestrale che culmina con un urlo di Kylie. Originariamente, questo pezzo era previsto come introduzione a Dangerous Game nell’album. Quest’ultimo non è solo uno dei brani preferiti dai fan, ma fu scritto dai Brothers In Rhythm per sperimentare come sarebbe stata la voce di Kylie su un brano nello stile dei temi dei film di James Bond.

## Copertina eThe Kylie Bible
La copertina dell'album Kylie Minogue e le rispettive fotografie sono state realizzate dal fotografo britannico Rankin, che in merito ha affermato: "L’ho fotografata con Katie Grand [di LOVE magazine] a Los Angeles, quando Kylie stava girando un film chiamato Street Fighter. La sua casa discografica pagò il viaggio per farci volare lì e realizzare un servizio per Dazed & Confused, così decidemmo di creare l'inserto “The Kylie Bible” da includere nella rivista. Abbiamo scattato per circa 6-7 ore fuori dallo studio cinematografico di Los Angeles, con una luce naturale splendida. Era la prima volta che la incontravo ed è stata deliziosa, molto aperta alla collaborazione. Sembrava adorare il processo; ha fatto tutto ciò che volevamo. Sono piuttosto sicuro che fu Katie a spingere per cambiare un po’ la sua immagine, rendendola più grintosa e androgina. Alla casa discografica le fotografie piacquero talmente tanto che chiese di tenere da parte proprio questa immagine, invece di includerla in Kylie Bible, per usarla come copertina del suo album. Penso che quell’album fosse piuttosto diverso per lei. Era più un disco indie, e noi, all’epoca, eravamo una rivista indie, quindi aveva senso." Nel 2006 è seguito un sequel a The Kylie Bible, intitolato per l'appunto Kylie Bible 2 e incluso come opuscolo nel programma della tournée Showgirl: Homecoming Tour.
L’abito indossato da Kylie sulla copertina era in realtà realizzato in taffetà verde e fu lo stesso che sfoggiò durante un’esibizione di Confide in Me al programma Top of the Pops. Una replica di quell’abito è oggi esposta alla mostra dedicata a Kylie a Melbourne, Kylie: The Exhibition.

## Tracce

### Edizione standard
1. Confide in Me – 5:51 (Steve Anderson, Dave Seaman, Owain Barton)
2. Surrender – 4:26 (Gerry DeVeaux, Charlie Mole)
3. If I Was Your Lover – 4:45 (Jimmy Harry)
4. Where Is the Feeling? – 6:59 (Wilf Smarties, Jayn Hanna)
5. Put Yourself in My Place – 4:54 (Jimmy Harry)
6. Dangerous Game – 5:31 (Steve Anderson, Dave Seaman)
7. Automatic Love – 4:46 (Kylie Minogue, Inga Humpe, The Rapino Brothers)
8. Where Has The Love Gone – 7:46 (Alex Palmer, Julie Stapleton)
9. Falling – 6:44 (Neil Tennant, Chris Lowe)
10. Time Will You Pass You By – 5:27 (Dino Fekaris, Nick Zesses John Rhys)

Bonus track per il Giappone
1. Love Is Waiting – 4:52 (Mike Percy, Tim Lever, Tracy Ackerman)
2. Nothing Can Stop Us – 4:06 (Bob Stanley, Pete Wiggs)

Bonus track per il Canada
1. Confide in Me (French version) – 5:53 (Steve Anderson, Dave Seaman, Owain Barton)

### CD bonus della ristampa
Con il successo mondiale che ha travolto la cantante nel nuovo millennio, i dischi Deconstructions (Kylie Minogue e Impossible Princess) vengono ristampati secondo tecnologie più nuove, cover in più alta risoluzione e con un bonus disc compreso con versioni inedite dei brani e alcune B-side. 
1. Dangerous Overture – 1:20 (Steve Anderson, Dave Seaman)
2. Confide in Me (Justin Warfield mix) – 5:27
3. Put Yourself in My Place (Dan's Old School mix) – 4:31
4. Where Is the Feeling? (Acoustic version) – 4:51
5. Nothing Can Stop Us (7" version) – 4:06
6. Love Is Waiting (New version) – 4:48
7. Time Will Pass You By (Paul Masterson mix) – 7:34
8. Where Is the Feeling? (West End TKO mix) – 8:11
9. Falling (Alternative mix) – 8:40
10. Confide in Me (Big Brothers mix) – 10:27
11. Surrender (Talking Soul mix) – 4:26
12. Put Yourself in My Place (Acoustic version) – 4:46
13. If You Don't Love Me (Acoustic version) – 2:10 (Paddy MacAloon)
14. Confide in Me (French version) – 5:53

## Successo commerciale
Il disco è stato un successo in molti paesi; il primo singolo Confide In Me, è una ballata elettro-pop, che detta le basi per quelli che saranno i suoni del nuovo millennio. Andrà al numero due in Inghilterra e numero uno in Australia dove resterà per quattro settimane, nonché in Top10 dei più venduti in Europa. Anche Madonna è influenzata da questi suoni, che riprenderà nel suo singolo Frozen. La canzone è stata scritta dalla cantante in collaborazione con Brothers In Rhythm, ed è uno dei pilastri della sua carriera musicale. L'album entrerà in parecchie classifiche europee, vendendo nel mondo più di 2 milioni di copie nel 1993 e 1994. Le vendite saranno incrementate nel 2003 a seguito della ristampa del disco.